# Ankazoambo
Ankazoambo is een plaats en commune in het centrum van Madagaskar, behorend tot het district Ambositra, dat gelegen is in de regio Amoron'i Mania. Tijdens een volkstelling in 2001 telde de plaats 6.000 inwoners.
De plaats biedt naast lager onderwijs ook middelbaar onderwijs aan. 95 % van de bevolking werkt als landbouwer en 3 % houdt zich bezig met veeteelt. De belangrijkste landbouwproducten zijn rijst en maniok; andere belangrijke producten zijn bonen en zoete aardappelen. Verder is 2% actief in de dienstensector.